# Walter Warwick Sawyer
Walter Warwick Sawyer, o W. W. Sawyer (St. Ives, 5 aprile 1911 – 15 aprile 2008), è stato un matematico britannico, noto sia come divulgatore nel suo campo di studi, sia come autore di libri sulla didattica della matematica, oltre che per la sua attività di insegnamento svolta in vari continenti.

## Biografia
Nato a St. Ives, piccola cittadina del Cambridgeshire, frequentò la Highgate School di Londra. Iscrittosi al St. John's College dell'Università di Cambridge, ottenne il Bachelor of Arts nel 1933 specializzandosi in teoria quantistica e teoria della relatività. Fu assistant lecturer in matematica dal 1933 al 1937 presso lo University College di Dundee e, dal 1937 al 1944, all'Università di Manchester. Dal 1945 al 1947 diresse il dipartimento di matematica al Leicester College of Technology.
Nel 1948 Sawyer fu il primo direttore del dipartimento di matematica dell'attuale Università del Ghana. Dal 1951 al 1956 fu al Canterbury College (ora Università di Canterbury in Nuova Zelanda). Lasciato il Canterbury College, divenne professore associato all'Università dell'Illinois, dove lavorò dall'inverno del 1957 fino a giugno 1958. In quella posizione espresse critiche al movimento New Math (che propugnava nuovi metodi di insegnamento di base), nel quale erano coinvolte anche persone che lo avevano ingaggiato. Dal 1958 al 1965 fu professore di matematica alla Wesleyan University, dove curò la pubblicazione del Mathematics Student Journal. Nell'autunno del 1965 divenne professore all'Università di Toronto, dove fece parte sia del College of Education sia del Department of Mathematics.
Si ritirò dall'insegnamento nel 1976. Morì il 15 febbraio 2008, a 96 anni.

## Opere
Sawyer fu autore di 11 libri dedicati alla didattica della matematica e all'alta divulgazione matematica, che hanno conosciuto varie edizioni e traduzioni in varie lingue. Tra i più celebri vi sono Mathematician's Delight, ancora in catalogo a più di 65 anni dalla prima edizione, e Prelude to Mathematics, quest'ultimo tradotto anche in italiano. Alcuni matematici hanno dichiarato l'influenza avuta da tali libri nell'orientare le loro scelte di studio
- Mathematician's Delight (Penguin, 1943).
- Mathematics in Theory and Practice (Odhams, 1952)
- Prelude to Mathematics (Penguin, 1955)[6]
- Designing and Making (Blackwell, 1957)
- A Concrete Approach to Abstract Algebra (Freeman, 1959)
- What Is Calculus About? (Yale University, 1961)
- Vision in Elementary Mathematics (Penguin books, 1964)
- A Path to Modern Mathematics (Penguin, 1966)
- Search for Pattern (Penguin, 1970)
- An Engineering Approach to Linear Algebra (Cambridge University Press, 1972)
- A First Look at Numerical Functional Analysis, (Oxford University Press, 1978)

### Traduzioni italiane
- Come insegnare l'algebra astratta, Boringhieri, 1973
- Guida all'insegnamento della matematica. 1.Algebra intuitiva, Boringhieri, 1975
- Guida all'insegnamento della matematica. 2.Ricerca del metodo, Borignhieri, 1975
- Preludio alla matematica, traduzione di Luciano Paoluzzi, 1977
- Che cos'è il calcolo infinitesimale, Zanichelli, 1983